# Regno d'Epiro
Il Regno d'Epiro fu una monarchia e poi repubblica federale che esistette nell'antico Epiro dal 331 al 167 a.C., anno del passaggio nella provincia romana di Macedonia col nome di Epirus Vetus. Ebbe come capitale prima Passaron, poi Ambracia ed infine Fenice.

## Storia

### Preistoria

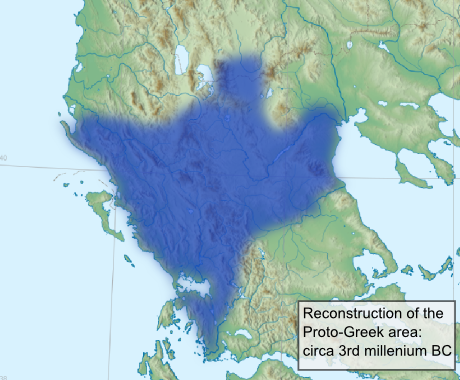
Secondo V. I. Georgiev l'Epiro era parte dell'area dove nel III millennio a.C. si parlava il Protogreco.

L'Epiro è stato occupato sin dal neolitico da marinai e pescatori lungo la costa e da cacciatori e pastori indoeuropei nell'interno che, infiltratisi in queste terre a partire dall'età del bronzo, importarono la lingua greca nella regione. Queste popolazioni seppellivano i loro capi in grandi tumuli simili a quelli delle successive tombe micenee, indicando forse un collegamento ancestrale tra l'Epiro e la civiltà micenea. In Epiro sono state rinvenute alcune vestigia di epoca micenea.
I Dori che invasero la Grecia e in particolare il Peloponneso nella tarda età del bronzo (1100-1000 a.C.) provenivano dall'Epiro oltreché dalla Macedonia. Nella prima parte del I millennio a.C. tre tribù erano presenti in Epiro: i Molossi al centro, i Caoni a Nord e i Tesproti a sud.

### Espansionismo molosso (470-331 a.C.)
La dinastia molossa degli Eacidi tra il 470 e il 370 a.C. si adoperò per creare uno stato centralizzato nell'Epiro, espandendosi a spese delle altre tribù rivali. Gli Eacidi si allearono con un'altra potenza crescente, il Regno di Macedonia, e nel 359 a.C. la principessa molossa Olimpiade, figlia di Arriba d'Epiro, sposò re Filippo II di Macedonia. I due ebbero due figli tra cui Alessandro, il futuro Alessandro Magno. Dopo la morte di Arriba, suo figlio Alessandro il Molosso, fratello di Olimpiade, successe sul trono con il titolo di re dell'Epiro.
Nel 334 a.C., mentre Alessandro Magno si espandeva in Asia, suo zio Alessandro il Molosso organizzò una spedizione nell'Italia meridionale a sostegno delle città-Stato greche della Magna Grecia contro alcune popolazioni italiche. Dopo alcuni successi, venne ucciso in battaglia nel 331 a.C. da un lucano.

### Regno d'Epiro (331-233 a.C.)
Nel 331 a.C., dopo la morte di Alessandro il Molosso, il termine "Epiro" appare per la prima volta nelle fonti greche come indicante una singola entità politica sotto la guida della dinastia molossa. Ad Alessandro il Molosso succedette Eacide, che venne ucciso dai macedoni nel 313 a.C..

La campagna di Pirro in Italia.

Il figlio di Eacide, Pirro, salì sul trono nel 306 a.C. e ancora nel 297 a.C.. Pirro, essendo un generale, andò in soccorso dei greci di Taranto e decise di iniziare una grande spedizione nella penisola italiana e in Sicilia. Grazie alle sue capacità da stratega gli Epiroti sconfissero i romani nella battaglia di Eraclea (280 a.C.). In seguito, le forze di Pirro raggiunsero la periferia di Roma ma furono costrette a ritirarsi per evitare uno scontro con una numerosa armata romana. L'anno seguente Pirro invase la Puglia (279 a.C.) vincendo la battaglia di Ascoli (279 a.C.) che gli costò tuttavia numerose perdite (cosiddetta Vittoria di Pirro).
Nel 277 a.C. Pirro catturò la fortezza punica di Erice in Sicilia. Allo stesso tempo, a causa della sua condotta dispotica, perse il sostegno dei Sicelioti. Sebbene avesse sconfitto i cartaginesi in battaglia, fu costretto ad abbandonare la Sicilia.
La campagna italiana di Pirro ebbe fine con la battaglia di Benevento (275 a.C.). Avendo perso gran parte dei suoi uomini decise di tornare in Epiro.

### Lega epirota (233-167 a.C.)

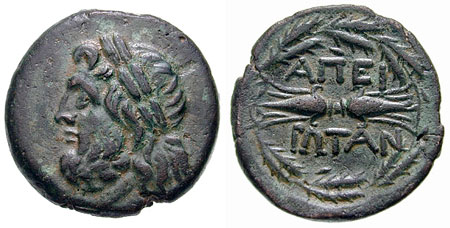
Moneta della Lega epirota raffigurante Zeus e la scritta "ΑΠΕΙΡΩΤΑΝ" - Epiroti

Nel 233 a.C., l'ultima sopravvissuta della dinastia reale Eacide, Deidamia II, venne assassinata. La sua morte portò la famiglia regnante epirota all'estinzione causando la scomparsa del regno e la nascita di una repubblica federale (sebbene di dimensione più ridotte rispetto al precedente regno). La nuova capitale epirota venne spostata a Fenice, il centro politico dei Caoni. L'Epiro, governato sotto l'egida della Lega epirota come stato federale dotato di un proprio "parlamento", mantenne una certa rilevanza politico-militare.
Durante le prime due guerre macedoniche la lega epirota rimase neutrale, mentre durante la terza la lega si sciolse: i Molossi che si allearono con i Macedoni e i Caoni e i Tesproti con i Romani. La vittoria di Roma fu disastrosa per la Molossia: circa 150.000 abitanti furono resi schiavi.

## Sovrani (470-233 a.C.)
Tutti i sovrani appartennero alla dinastia degli Eacidi.
Re dei Molossi
- Admeto (470-430 a.C.)
- Tarripa (430-392 a.C.)
- Alceta I (390-370 a.C.)
- Neottolemo I (370-357 a.C.)
- Aribba (373-343 a.C.)
- Alessandro I (342-331 a.C.)

Il successore di Alessandro, Eacide, si proclamò re d'Epiro.
Re d'Epiro
- Eacide (331-317 a.C.)
- Neottolemo II (317-313 a.C.)
- Alceta II (313-306 a.C.)
- Pirro (307-302 a.C.)
- Neottolemo II (302-297 a.C.; secondo regno)
- Pirro (297-272 a.C.; secondo regno)
- Alessandro II (272-255 a.C.)
- Pirro II (255.237 a.C.)
- Tolomeo (237-234 a.C.)
- Pirro III (234 a.C.)
- Deidamia (234-233 a.C.)

Dopo Deidamia, la monarchia epirota fu abolita e sostituita da una repubblica.